# John Major
Sir John Major (London, 1943. március 29. –) brit konzervatív politikus, 1990–1997 között az Egyesült Királyság miniszterelnöke.

## Politikai pályafutása
Margaret Thatcher kormányában a Kincstári Hivatal vezetője (1987–1989), majd pénzügyminiszter (1989–1990). 1990 és 1997 között a Brit Konzervatív Párt vezetője.  1990. november 28. és 1997. május 2. között az Egyesült Királyság miniszterelnöke volt. Vezetésével nyerték meg a toryk az 1992-es választásokat. John Majornek sikerült 1993 júliusában új választások kiírásával fenyegetőzve meggyőznie a torykat a maastrichti szerződés ratifikálásáról. Albert Reynoldsszal, Írország miniszterelnökével 1993. december 16-án egy, Észak-Írországnak békét szavatoló programot fogadott el. Az egyeztetett Nyilatkozat első ízben szól arról, hogy a katolikus földalatti ír szervezet, az IRA is részt vehet a béketárgyalásokon, ha Észak-Írországban lemond a fegyveres harcról a brit fennhatóság ellen. Az IRA által követelt újraegyesítés kérdésében Észak-Írország lakosságának kell döntenie népszavazás útján. Ulster tartománynak az Ír Szabadállamhoz való csatlakozását a katolikus kisebbség támogatja (lakossági részarányuk 1993-as adatok szerint: kb. 38%, a protestánsoké: 43%). Albert Reynolds decemberben kijelentette, hogy lemondanak az ír alkotmányban is rögzített újraegyesítési igényükről.

## John Major konzervatív kormányának összetétele a megalakulásakor
- John Major – miniszterelnök
- Lord Mackay of Clashfern (1927–) – lordkancellár (igazságügy-miniszter)
- Douglas Hurd (1930–) – külügyminiszter
- Kenneth Clarke (1940–) – pénzügyminiszter
- Malcom Rifkind (1946–) – védelmi miniszter
- Michael Howard (1941–) – belügyminiszter
- Michael Heseltine (1933–) – kereskedelmi és iparügyi miniszter
- David Hunt (1942–) – munkaügyi miniszter
- Peter Lilley (1943–) – szociális ügyek minisztere
- Virginia Bottomley (1948–) – egészségügyi miniszter
- John Palton (1945–) – oktatásügyi miniszter
- John MacGregor (1937–) – közlekedésügyi miniszter
- Gilian Shephard (1940–) – mezőgazdasági, halászati és élelmezésügyi miniszter
- Robert Atkins (1946–) – környezetvédelmi miniszter
- Ian Lang (1940–) – skót ügyek minisztere
- Sir Patrick Mayhew (1929–) – északír ügyek minisztere
- John Redwood (1951–) – wales-i ügyek minisztere
- John Wakeham (1932–) – főpecsétőr
- Tony Newton (1937–) – lordok elnöke
- William Waldegrave (1946–) – Lancaster hercegség kancellárja
- Peter Brooke (1934–) – a nemzeti örökséget kezelő helyettes vezető
- Michael Portillo (1953–) – a Kincstári Hivatal vezetője